# Phoenix andamanensis
Phoenix andamanensis là loài thực vật có hoa thuộc họ Arecaceae. Loài này được S.Barrow miêu tả khoa học đầu tiên năm 1998.